# Köpenicker SC
Maillots
Dernière mise à jour : 3 mars 2011.
Le Köpeniker SC est un club omnisports allemand localisé dans l'arrondissement de Treptow-Köpenick à Berlin.
De nos jours, ce club est essentiellement connu pour son équipe de volley-ball féminin basé à Berlin, et qui évolue au plus haut niveau national (1. Bundesliga). Mais le club comporte plusieurs autres sections dont l'aérobic, le badminton, le canoë, la danse, la gymnastique, le fitness, la marche et bien évidemment le football.
Avec plus de 1.800 membres actifs (dont 1.000 enfants et adolescents), le club est le deuxième plus important de l'arrondissement de Treptow-Köpenick, derrière le 1. FC Union Berlin.

## Histoire
Le club fut créé en 1949 sous l'appellation Betriebsportgemeinschaft Rundfunk-und Fehrnmelde Technik Köpenick ou BSG RFT Köpenick qui devint en 1950, BSG Motor Wendenschloss puis en 1957 BSG Motor Köpenick.
Après la réunification allemande, le club prit le nom de SV Motor Köpenick puis en 1991, il devint le Köpenicker SC. .

## Football
À l'époque de la RDA, le prédécesseur de l'actuel Köpenicker SC, le BSG Motor Köpenick fit plusieurs fois la navette entre les deuxième et troisième niveau, soit entre la DDR-Liga et Bezirksliga Ost-Berlin.
Lors de la saison 1963-1964, puis de 1965 à 1968 et encore lors du championnat 1972-1973, le BSG Motor Köpenick joua en DDR-Liga.
Dans le Tableau d'Honneur de la DDR-Liga, le club se situe à la 100e place sur 201 équipes différentes.
Après la réunification allemande, le club se retrouva dans une ligue berlinoise restructurée, la Verbandsliga Berlin.
En 1995, le Köpenicker SC monta en Oberliga Nordost Nord où il resta cinq saisons avant de redescendre en Verbandsliga Berlin.
À la fin de la saison 2001-2002, le club remonta en Oberliga Nordost Nord, mais ne parvint pas à s'y maintenir.